# Palais Sakakini
Le palais Sakakini est une folie architecturale remarquable situé dans le quartier de Daher, au Caire, en Égypte. il est aujourd'hui le siège du musée d’histoire de la médecine et de la pharmacie.

## Historique
Considéré comme un chef-d‘œuvre architectural de style italien, il a été construit en 1897 par le Comte Habib Pacha Sakakini. La famille Sakakini, de religion grecque catholique, était originaire de Damas et sa généalogie remonte au XVe siècle. Les Sakakini étaient des armuriers renommés qui fabriquaient des épées, des sabres et des couteaux. Le nom de Sakakini vient du mot arabe “sékkina” qui désigne le couteau. Vers le milieu du XIXe siècle une partie de la famille Sakakini vint s’établir en Égypte où Habib Gabriel Sakakini a grandi et fit sa renommée.
Habib Pacha Sakakini construisit le palais, ainsi que l’Opéra du Caire et participa au creusement du Canal de Suez.
Il décède en 1923. Sa fortune est partagée entre les héritiers qui donnent le palais au ministère de la santé égyptien en 1961.
En 1961, le gouverneur du Caire transfère le Musée de l’éducation à la santé d’Abdine au palais Sakakini. 
En 1983, le Ministre de la Santé prend un arrêté pour transférer le Musée de l'éducation sanitaire à l'Institut Technique de Bambaba. Si certaines  expositions sont transférées à Bambaba, le reste des pièces est stocké au sous-sol du palais.  
Le premier ministre égyptien fait inscrire le palais parmi les monuments  islamiques et coptes (décision du Premier ministre no 1691). 
En 1987, le gouvernement décide de placer le palais sous le contrôle du Conseil suprême des antiquités.
En 2007, le Conseil décide de procéder à la transformation de l'ancien musée pour en faire le musée d’histoire de la médecine et de la pharmacie, depuis les époques pharaoniques et jusqu’à nos jours. Le jardin extérieur du palais est entouré de plantes médicinales répandues en Égypte. L'objectif de l'ouverture du musée est l'année 2020.

## Le bâtiment en chiffres
Construit en forme d'étoile, le palais s'étend sur 2 698 mètres carrés, et il comporte plus de 50 pièces et 8 salles de bain, réparties sur cinq étages, un rez-de-chaussée ainsi qu'un sous-sol.
Le bâtiment, vu de l’extérieur, présente un mélange de styles différents d’influences turques, chinoises et arabes, ainsi que de différentes époques, mêlant les styles art nouveau avec des gargouilles et des clochers médiévaux. Ses architectes italiens y ont fait prédominer le style rococo, dans un décor baroque de la Renaissance.
À l'intérieur aussi, le palais est très décoré ; on y trouve de très grands miroirs, de nombreuses fresques, ainsi que des parquets en bois de rose.
Il est le premier monument du Caire à avoir disposé d'un ascenseur pour relier les cuisines à la salle à manger.
Le palais dispose de plus de 400 fenêtres et portes. 
Le palais, doté de clochers coniques, est entourés de quatre tours, chacune d’entre elles étant couronnée d'un petit dôme.
Le sous-sol est situé à six marches sous le sol et comprend trois grandes salles, quatre salons, quatre toilettes, deux chambres. Il n’a pas de décorations spéciales car il a été conçu pour les domestiques et les cuisines.
Le palais se compose de cinq étages. Celui du bas est entouré de quatre pièces. Le second étage se compose de trois salles décorées ainsi que de quatre salles et deux chambres sans décoration. Le hall principal occupe plus de 600 mètres carrés. De là, six portes mènent aux autres salles du palais, comme l'immense salle à manger rectangulaire, ou encore la salle ronde, décorée de peintures à l'huile et de dessins aux motifs géométriques. 
À l'étage, un grand balcon surplombe la porte d'entrée et ses somptueuses portes en bois et fer forgé de type art-nouveau. Ce balcon donne sur la salle à manger d'été. Celle-ci est couverte d'un dôme.
Bien que le jardin qui entoure le palais ne soit pas large, il aide à isoler le palais des bâtiments modernes qui l’entourent. Le jardin est lui-même enfermé à l’intérieur d’une grille de fer forgé avec des massifs de fleurs, des palmiers, des orangers .Il abrite plus de 300 statues et de fontaines, de style italien, dont un buste de Habib Pacha Sakakini en haut de l’entrée principale.

## Insertion géographique
Le lieu où se trouve à présent le palais Sakakini était un marécage qu’il a fallu tout d’abord assécher. Le palais se trouve au centre d’une place ronde vers laquelle convergent huit rues en forme d’étoile, à l’exemple de la place de l’Arc de Triomphe à Paris.
Le Palais est située sur la place qui porte aujourd'hui le nom de Habib Sakakini, dans le petit quartier de Fagalla, extension du centre-ville à l'est du Caire. Les environs du palais furent connus, après la mort de son propriétaire, sous le nom de quartier Sakakini. 